# Serón
Serón este o municipalitate din provincia Almería, Andaluzia, Spania, cu o populație de 2.488 locuitori.